# Rudolf Schündler
Rudolf Schündler, född 17 april 1906 i Leipzig, Kejsardömet Tyskland, död 12 december 1988 i München, Västtyskland, var en tysk skådespelare och regissör. Schündler medverkade i fler än 240 filmer och TV-produktioner under åren 1924-1988. Majoriteten var tyska produktioner, men han gjorde även inhopp i internationella filmer.

## Filmografi, urval
- 1933 – Dr. Mabuses testamente
- 1938 – Hon kommer inte till middagen
- 1939 – Hurra, jag är pappa!
- 1939 – Kvinnan utan rykte
- 1941 – Kärleksduellen
- 1952 – I livets väntrum
- 1972 – Nya hyss av Emil i Lönneberga
- 1973 – Exorcisten
- 1976 – Med tidens gång
- 1977 – Den amerikanske vännen
- 1978 – Just a Gigolo
- 1990 – Den förskräckliga flickan (postum roll)

### Webbkällor
- Rudolf Schündler på filmportal.de
- Rudolf Schündler på deutsche-biographie.de